# 이이즈미 료야
이이즈미 료야(일본어: 飯泉 涼矢, 1995년 12월 28일~)는 일본의 축구 선수이다.

## 구단 경력
그는 2018년 일본 풋볼 리그의 FC 이마바리에 입단했다. 2019년 일본 풋볼 리그 3위를 기록하여 J3리그로 승격했다. 2022년까지 80경기에 출전하여, 10득점을 넣었다. 2023년 가이나레 돗토리로 이적했다. 2024년 J2리그의 미토 홀리호크로 이적했다.